# Centro Financiero Madrid
El Centro Financiero Madrid es un edificio de oficinas situado en Las Mercedes, Caracas. Fue diseñado por el arquitecto Enrique Feldman y erigido entre 2012 y 2016.
El inmueble ocupa una extensión de 30 000 m² y comprende 16 plantas, cada una con una superficie de 1.700 m². De estas, dos son sótanos destinados a estacionamientos y sector terciario. La planta baja está destinada al acceso peatonal, albergando una galería comercial que se extiende hasta la mezzanina. Asimismo, cuatro pisos adicionales están dedicados a estacionamientos, seguidos por ocho plantas destinadas a empresas y oficinas. El nivel superior lo conforma un penthouse dúplex.
El edificio se distingue por tener sus estacionamientos superiores revestidos con láminas de aluminio microperforado para favorecer su ventilación, mientras que las plantas destinadas a oficinas cuentan con fachadas de muro cortina.
En 2019, el edificio recibió el reconocimiento en la XIII Bienal Nacional de Arquitectura de Venezuela, en la categoría de diseño arquitectónico, subcategoría «Oficinas».